# Vincenzo Cerri
Vincenzo Cerri (Livorno, 1833 – Livorno, 15 giugno 1903) è stato uno scultore italiano.

## Biografia
Studiò all'Accademia di belle arti di Firenze, ove, malgrado il giudizio sostanzialmente negativo che ebbe di lui il celebre Giovanni Duprè, ottenne diversi riconoscimenti.
Fino al 1875 fu sposato con la scrittrice Ida Baccini.
Tra le opere realizzate nel corso della sua carriera, nel 1867 si ha notizia di un gruppo in marmo, Francesca da Rimini, collocato a Firenze, presso la Società di incoraggiamento delle belle arti; nel 1868 esposte, ancora Firenze, il gruppo del Rapimento di Bianca Cappello.
La sua opera più importante, il monumento a Camillo Benso conte di Cavour, fu inaugurata nel 1871 al centro dell'omonima piazza di Livorno. Cerri cercò di evitare ogni atteggiamento retorico, conferendo al personaggio un'area di naturalezza; tuttavia il risultato non lo soddisfece completamente.
Realizzò pure il monumento a Gustavo Corridi (oggi nel parco di villa Fabbricotti, ma originariamente situata nella cappella di Sant'Edoardo) e la statua di Girolamo Gavi per la cattedrale livornese (distrutta a causa della seconda guerra mondiale).
Fu autore di diversi monumenti funebri, la cui presenza è attestata nel cimitero della Misericordia di Livorno.
Fu nominato accademico onorario dell'Accademia di belle arti di Firenze.